# Marignane
Marignane este o comună franceză, situată în departamentul Bouches-du-Rhône, în regiunea Provence-Alpes-Côte d'Azur. Este scăldată de malurile iazurilor Berre si Bolmon si străbătută de canalul Rove.
Orașul este cunoscut în regiune pentru găzduirea aeroportului Marsilia-Provence precum și sediul central și una dintre fabricile de proiectare și asamblare ale companiei Airbus Helicopters (fostă Eurocopter), producător de elicoptere civile și militare.

## Geografie

### Localizare
Marignane este situat la sud-est de lacul Étang de Berre, într-o câmpie care anterior era mlăștinoasă, mărginită la sud de lanțul muntos Estaque și la est de platoul Arbois. Orașul este separat de lacul propriu-zis printr-o lagună, Étang de Bolmon; limba de pământ dintre cele două lacuri, accesibilă din nordul orașului, este denumită Le Jaï.
Este traversată de la est la vest de pârâul Cadière și de afluentul acestuia, Raumartin, precum și de canalul Marsilia-Ron.
Singura formă de relief a comunei este un mic platou, numit platoul Notre-Dame, care atinge altitudinea maximă de 104 metri, situat în partea de est a comunei.

### Comune limitrofe
| Étang de Berre            | Étang de Berre   | Vitrolles                          |
| Châteauneuf-les-Martigues |                  | Saint-Victoret Les Pennes-Mirabeau |
| Châteauneuf-les-Martigues | Gignac-la-Nerthe | Gignac-la-Nerthe                   |

### Comunicări și transporturi
Marignane este situată în apropierea a două autostrazi:
- Autostrada A7 (Lyon – Avignon – Marsilia) trece la est de comună; nodul rutier Vitrolles se află la 3,5 km est de centrul orașului;
- Autostrada A55 (Marsilia – Fos – Montpellier) trece la sud; nodul rutier Gignac se află la 5 km sud de centrul orașului.

Linia feroviară de mare viteză (LGV) Paris – Marsilia trece pe platoul Arbois; Gara Aix-en-Provence TGV se află la 10 kilometri de Marignane. Linia clasică Paris – Marsilia traversează comuna Marignane, dar gara Pas-des-Lanciers este deservită doar de câteva trenuri TER care leagă Marsilia de Avignon. Fosta linie Marignane – Martigues, gestionată de regia departamentală de transporturi din Bouches-du-Rhône (RDT 13), asigură în continuare transportul de marfă între La Mède (rafinărie), zona industrială Marignane (mai multe conexiuni) și gara Pas-des-Lanciers, unde se leagă de linia Paris – Marsilia.
Aeroportul Marseille Provence este situat aproape în totalitate pe teritoriul comunei Marignane, deși accesul se face prin Saint-Victoret și Vitrolles. Este un aeroport de clasă internațională, care deservește numeroase destinații din Franța și din străinătate.
Canalul Marsilia-Ron traversează partea de sud-vest a comunei. Pe acest tronson, este navigabil, însă închiderea tunelului Rove îl lipsește de orice trafic. Portul amenajat în cartierul Saint-Pierre este neutilizat.

### Climă
În 2010, clima comunei a fost clasificată ca tipic mediteraneană, conform unui studiu realizat de CNRS, bazat pe o serie de date care acoperă perioada 1971-2000. În 2020, Météo-France a publicat o tipologie a climei din Franța metropolitană, conform căreia comuna se află într-o zonă cu climat mediteranean, în regiunea climatică Provence, Languedoc-Roussillon. Aceasta este caracterizată de precipitații reduse vara, o foarte bună expunere la soare (2.600 ore/an), veri calde (21,5 °C), un aer foarte uscat vara și sec în toate anotimpurile, vânturi puternice (cu o frecvență de 40-50 % a vânturilor > 5 m/s) și puține cețuri.
Pentru perioada 1971-2000, temperatura medie anuală este de 14,7 °C, cu o amplitudine termică anuală de 16,3 °C. Cantitatea medie anuală de precipitații este de 575 mm, cu 6,2 zile de precipitații în ianuarie și 1,4 zile în iulie. Pentru perioada 1991-2020, temperatura medie anuală observată la stația meteorologică situată în comună, este de 15,9 °C, iar cantitatea medie anuală de precipitații este de 532,3 mm.
Pentru viitor, parametrii climatici estimati pentru comună pentru anul 2050, conform diferitelor scenarii de emisii de gaze cu efect de seră, pot fi consultati pe un site dedicat publicat de Météo-France în noiembrie 2022.

## Urbanism

### Tipologie
La 1 ianuarie 2024, Marignane este clasificată drept un centru urban intermediar, conform noii grile comunale de densitate în 7 niveluri definită de INSEE (Institutul Național de Statistică și Studii Economice) în 2022. Ea face parte din unitatea urbană Marsilia-Aix-en-Provence, o aglomerație interdepartamentală, fiind o comună situată în zona periurbană. De asemenea, comuna aparține de zona metropolitană a Marsiliei - Aix-en-Provence, din care face parte ca o comună din coroană. Această arie, care include 115 comune, este clasificată în categoria ariilor cu 700.000 de locuitori sau mai mulți (cu excepția Parisului).
Comuna, mărginită de Marea Mediterană, este, de asemenea, o comună litorală în sensul legii din 3 ianuarie 1986, cunoscută sub numele de legea litoralului. Dispoziții urbanistice specifice se aplică aici pentru a proteja spațiile naturale, siturile, peisajele și echilibrul ecologic al litoralului, cum ar fi, de exemplu, principiul interdicției de construire în afara zonelor urbanizate pe fâșia litorală de 100 de metri sau mai mult, dacă planul local de urbanism prevede acest lucru.

### Utilizarea terenurilor
Ocupația terenurilor din comună, conform bazei de date europene de ocupare biogeografică a terenurilor Corine Land Cover (CLC), este caracterizată de ponderea semnificativă a teritoriilor artificializate (71,7% în 2018), în creștere față de 1990 (66,6%). Repartiția detaliată în 2018 este următoarea: zone urbanizate (38,1%), zone industriale sau comerciale și rețele de comunicații (28,9%), ape maritime (12,7%), terenuri arabile (7%), zone agricole heterogene (5,9%), spații verzi artificializate, neagricole (4,7%), zone umede interioare (1,8%), spații deschise, fără sau cu puțină vegetație (0,7%), pajiști (0,3%). Evoluția ocupării terenurilor în comună și a infrastructurilor sale poate fi observată pe diferitele reprezentări cartografice ale teritoriului: harta Cassini (secolul XVIII), harta de stat-major (1820-1866) și hărțile sau fotografiile aeriene ale IGN pentru perioada actuală (1950 până în prezent).

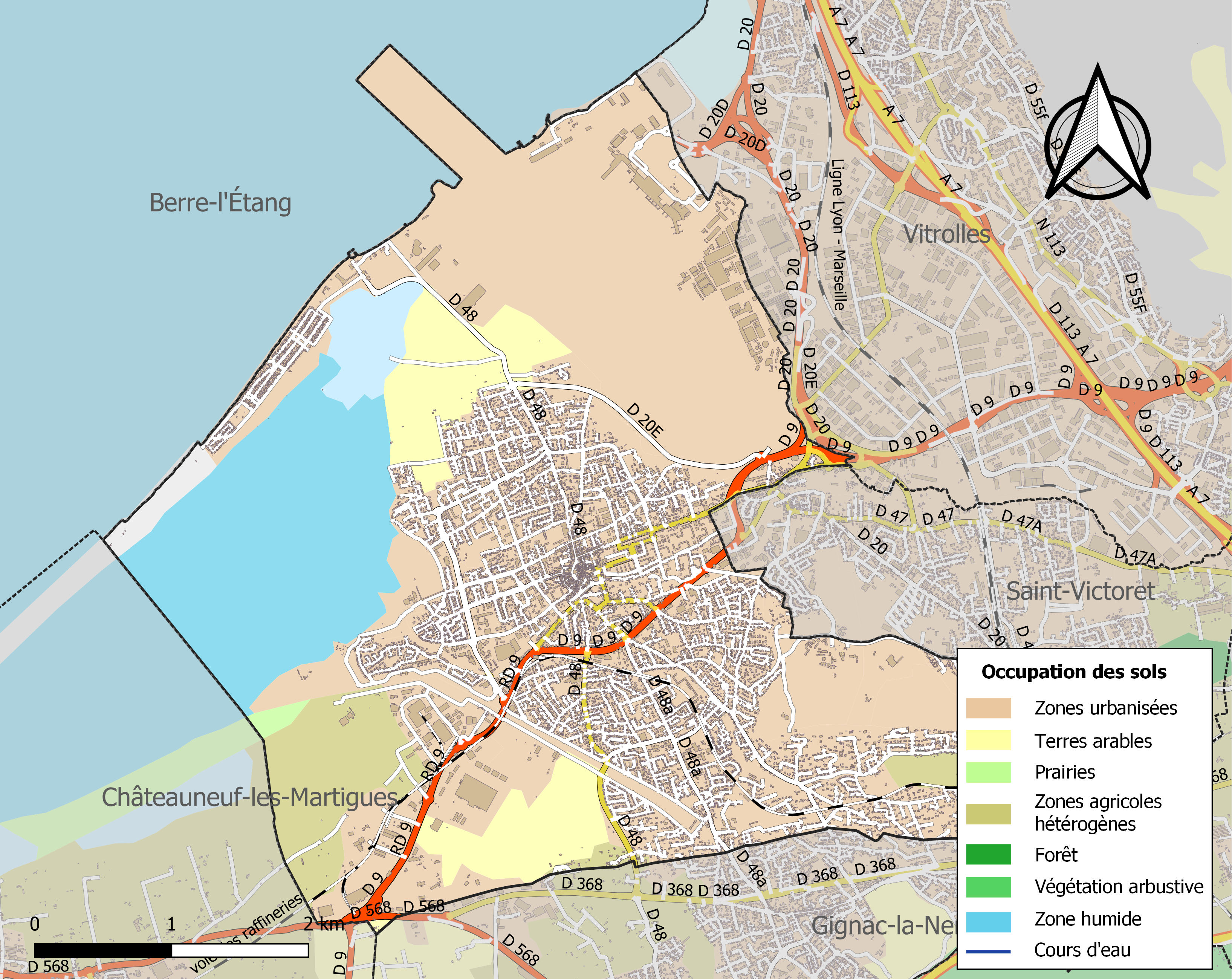
Harta infrastructurii și utilizării terenului a comunei în 2018 (CLC).

## Istorie

### Antichitate
În epoca bronzului, locuințele erau dispersate, iar până în prezent nu există urme descoperite pe teritoriul actual al Marignane, cu excepția unor vestigii mai vechi, datând din perioada Chasséen, identificate în sudul capelei Notre-Dame-de-Pitié (descoperiri ale lui Sicard, înregistrate în Harta arheologică a Galiei – CAG).
Această prezență pare să fie legată de evenimente particulare, mai degrabă decât de mișcarea generală cauzată de expansiunea cetății grecești Massalia la sfârșitul secolului al VI-lea î.Hr.
În a doua epocă a fierului, teritoriul pare să fi fost organizat în jurul și pornind de la oppidum-ul de la Notre-Dame-de-Pitié, construit târziu, în jurul anului 380 î.Hr., și abandonat devreme, în jurul anului 180 î.Hr. În prezent, nu avem nicio indicație despre situația teritoriului între sfârșitul ocupării oppidum-ului (180 î.Hr.) și întemeierea cetății romane de către Gaius Marius în anul 104 î.Hr., o ipoteză avansată de Nicolas-Claude Fabri de Peiresc la sfârșitul secolului al XVI-lea.
Prima mărturie a prezenței romane se referă la creștinarea localităților Marignane și Berre-l'Étang. De altfel, mai multe situri de locuire existau pe acest teritoriu în perioada romană.
Pomponius Mela (10 î.Hr. – 54 d.Hr.) menționează în tratatul său de geografie o descriere a popoarelor și țărilor de pe malurile Mediteranei, realizată din vila pe care o ocupa pe teritoriul tribului Aruas (Aryens).
Tradiția relata că Marignane ar fi fost fondată de Gaius Marius, general și om politic roman. Nicolas-Claude Fabri de Peiresc (1580-1637), consilier în Parlamentul din Aix, a scris în Histoire Abrégée de Provence despre acest oraș următoarele:
„ Și în timp ce barbarii se duseseră să devasteze Spania, el (Gaius Marius) și-a stabilit mai întâi tabăra în Camargue, apoi pe malul lagunei Anatiques, unde a construit Marignane și Maritimes lângă portul apropiat. ”— Nicolas-Claude Fabri de Peiresc ,  Histoire Abrégée de Provence
Scrierile abatelui Roquebrune, care menționează un masacru îngrozitor pe versanții colinei Notre-Dame-de-Pitié, ar putea corespunde luptelor relatate de Plutarh în Viețile oamenilor iluștri, purtate de Gaius Marius atunci când i-a învins pe cimbri și pe teutoni în anul 102 î.Hr..
Erudiții locali, care au contribuit la elaborarea enciclopediei departamentale a Bouches-du-Rhône, au reținut, în schimb, figura lui Marinius, care ar fi locuit în cetate, ca fiind fondatorul orașului. Se presupune că Marinius a dat numele său localității Marignane, unde a murit în anul 479. Acesta fusese numit de Majorian (împărat roman între 456 și 461) pentru a comanda armatele romane prezente în regiunea joasă a văii Rhône. Marinius câștigase admirația Romei datorită succesului său strategic împotriva hunilor la Badriacum. Trupul său a fost transportat la Roma de către Bimardus.

### Evul Mediu
Potrivit lui A. Longnon, în perioada carolingiană (secolul al IX-lea) și în secolul al X-lea, Marignana, Cadarascum, Istrum și Fossa erau singurele așezări din jurul lagunei Berre. La începutul domniei lui Henric I, în anul 1032, Marignana — împreună cu primii cavaleri ai ținutului Occitan — și Fos erau considerate feude.
Membrii familiei de Baux au fost, printre alții, seniori ai Marignane, în special cei proveniți din uniunea dintre Bertrand I de Baux și Tiburge d'Orange.
Un castel a fost construit pe locul unei construcții aparținând templierilor, o ipoteză susținută de faptul că Guillaume și Raymond de Baux au participat la Prima Cruciadă și au fost binefăcători și membri ai Ordinului. Templierii dețineau proprietăți în această seniorie a Marignane, în special pe situl Saint-Michel de Gignac, situat astăzi pe teritoriul comunei Le Rove.
Moartea reginei Ioana I a provocat o criză de succesiune în fruntea comitatului Provence, orașele din Uniunea de la Aix (1382-1387) sprijinindu-l pe Charles de Duras împotriva lui Ludovic I de Anjou. Seniorul din Marignane, François de Baux, s-a alăturat angevinilor în 1385, după moartea lui Louis I.
Miracolul Sfântului Isarn: După unul dintre lungile sale trasee călare prin Provence, Isarn, epuizat, s-a oprit la prioratul din Marignane. Paracliserul l-a primit în biserică și i-a pregătit un loc de odihnă în sacristie. Vita Sancti Isarni relatează că acest eveniment a avut loc în timpul unei privegheri liturgice la Marignane. Femeile evlavioase se rugau fiecare în fața lumânării lor. Când una dintre ele s-a îndepărtat pentru scurt timp, paracliserul a luat lumânarea acesteia și a așezat-o la căpătâiul abatelui, pentru ca acesta să aibă lumină la trezire.
Întorcându-se, femeia s-a înfuriat și a protestat: „Am adus lumânarea pentru Sfântul Victor, nu pentru orice abate!” Atunci s-a petrecut un miracol care a forțat-o să lase lumânarea lângă Sfântul Isarn: a încercat să ia lumânarea cu violență, dar aceasta s-a stins imediat. Femeia nu a mai reușit să o reaprindă decât dacă o așeza la căpătâiul sfântului.
Textul Vita adaugă: „Căci Dumnezeu a preferat în mod vădit să-i rezerve lui Isarn un luminator destinat glorioasei sale martiri.”
Acest mărturie provine din Vita Isarni (Viața Sfântului Isarn), unde reprezintă singura mențiune explicită a cultului Sfântului Victor, fără alt motiv decât acela de a justifica un transfer de devoțiune către abatele Isarn.

### Epoca modernă
Granițele teritoriului din perioada Vechiului Regim nu corespund celor ale unei localități cu hotarele administrative așa cum le cunoaștem astăzi, ci reprezintă extinderea domeniului seniorial: seigneuria.
La apogeul expansiunii sale teritoriale, seigneuria de Marignane includea nu doar Marignane, ci și Saint-Victoret, precum și teritoriile Gignac și Le Rove, întinzându-se până la calancurile mediteraneene.
Marignane a fost ridicat la rang de marchezat în anul 1647, în favoarea lui Jean-Baptiste de Covet de Marignane.

### Revoluția Franceză
La Marignane, comitetul de supraveghere a fost instituit în 1793. Acesta era format parțial din simpli țărani, uneori analfabeți, și reprezenta, într-un fel, apogeul democratic al Revoluției. Comitetul, responsabil cu supravegherea aplicării legilor, își dedica o mare parte din activitate citirii, transcrierii, discutării semnificației lor și, mai ales, informării întregii populații despre acestea. Astfel, contribuia la formarea politică și democratică a cetățenilor.

### Epoca contemporană
- 1910: Înființarea unei școli naționale de aviație pe platoul Pas-des-Lanciers.
- 1922: Inaugurarea aeroportului Marseille-Marignane.
- 1927: Inaugurarea tunelului Rove, un tunel subteran de 7,2 km care pornește din L'Estaque (Marsilia) și se deschide la Marignane.

Regimul de la Vichy și-a aplicat politica rapid, inclusiv în domeniul simbolic. Astfel, bazându-se pe dispoziții adoptate în ultimele luni ale Celei de-a Treia Republici, a impus schimbarea denumirilor străzilor care nu corespundeau valorilor sale, în special cele legate de Anglia (anglofobie), de evrei (antisemitism), de comunism etc. Străzile Voltaire și Émile Combes au fost redenumite, cea din urmă devenind Jeanne-d'Arc, iar o altă stradă a fost numită Frédéric Mistral.
- 1947: Crearea Biroului de binefacere.
- 1958: Fondarea Aéroclub Marseille-Provence.
- 1958: Amenajarea stadionului Saint-Exupéry.
- 1960: Inaugurarea liceului Louis-Blériot.
- 1961: Reconstrucția aerogării de către arhitectul Fernand Pouillon.
- 1967: Inaugurarea bulevardului 8-Mai-1945.
- 1967: Punerea în funcțiune a bulevardului Maréchal-Juin.
- 1969: Fondarea Școlii municipale de sporturi.
- 1973: Crearea Muzeului de arte și tradiții populare (redenumit în 2013 Muzeul Albert-Raynaud).
- 1977: Inaugurarea stadionului Bolmon.
- 1978: Inaugurarea liceului Maurice-Genevoix.
- 1979: Crearea Școlii municipale de muzică.
- 1981: Inaugurarea bibliotecii.
- 1982: Crearea unui atelier municipal de arte grafice.
- 1986: Inaugurarea sălii de sport Carestier.
- 1994: Intervenția GIGN în timpul luării de ostatici din zborul 8969 Air France[33].
- 2003: Inaugurarea complexului cultural Saint-Exupéry.
- 2015: Inaugurarea Muzeului Raimu.

## Populația și societatea

### Date demografice
Evoluția numărului de locuitori este cunoscută prin recensămintele populației efectuate în comuna respectivă începând din 1793. Pentru comunele cu mai puțin de 10 000 de locuitori, un recensământ al întregii populații este realizat la fiecare cinci ani, populațiile legale pentru anii intermediari fiind estimate prin interpolare sau extrapolare. Pentru comuna respectivă, primul recensământ exhaustiv în cadrul noului dispozitiv a fost realizat în 2004.
În 2021, comuna număra 33003 locuitori, în scădere cu -2,73 % față de 2015 (Bouches-du-Rhône: +2 %, Franța fără Mayotte: +1,84%).
| An        | 1793 | 1821 | 1841 | 1856 | 1876 | 1886 | 1901 | 1921 | 1936 | 1962  | 1982  | 2006  | 2014  | 2021  |
| --------- | ---- | ---- | ---- | ---- | ---- | ---- | ---- | ---- | ---- | ----- | ----- | ----- | ----- | ----- |
| Populație | 1532 | 1598 | 1998 | 2197 | 2048 | 1782 | 1898 | 2517 | 3545 | 10664 | 31109 | 32921 | 34154 | 33003 |

### Personalități
- Louise de Savoia (1476-1531), prințesă de Marignane, mama lui Francisc I.
- Nostradamus (1503-1566), farmacist și astrolog provensal, a fost închis în castelul din Marignane de către Contele de Tende, guvernator al Provencei, la ordinul regelui Carol al IX-lea.
- Monique Vita (1935-), actriță născută la Marignane.
- Baptiste Giabiconi (1989-), model și cântăreț născut la Marignane.

## Cultura locală și patrimoniul

### Locuri și monumente

#### Monumente incluse în patrimoniul industrial al secolului XX

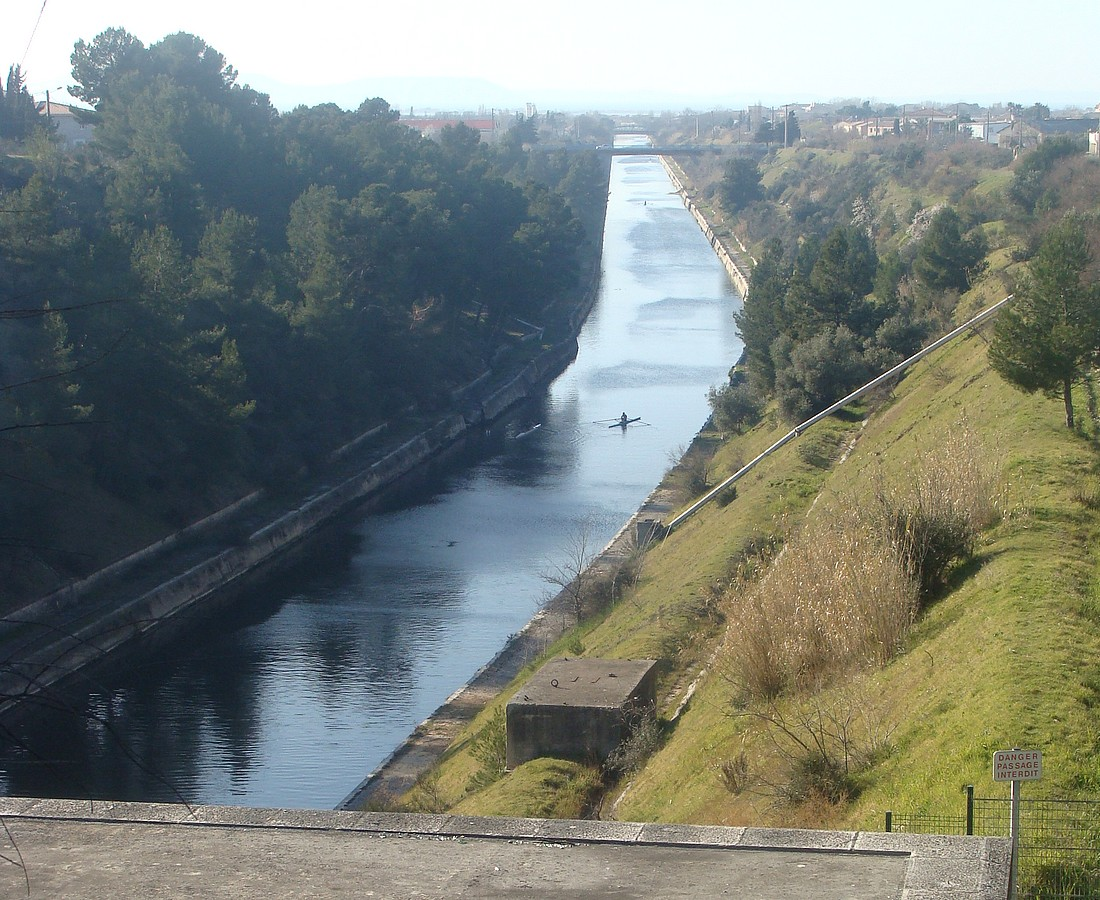
Le canal de Marseille au Rhône à Marignane.

- Cele două hangare de avioane Boussiron: o realizare tehnică remarcabilă a anilor 1950, ale căror bolți, cântărind 4.000 de tone, au fost turnate la sol și ridicate cu ajutorul unor cricuri înainte de construirea pereților. Acestea se află în incinta aeroportului (pe ruta spre plajă).
- Canalul Marsilia-Rhône traversează Marignane de la ieșirea tunelului Rove până la laguna Bolmon, trecând prin portul Saint-Pierre. Deși odinioară util, acesta este puțin utilizat în prezent, mai ales după neutralizarea tunelului Rove în 1963.
- Maison des Rocailleurs - Casă cu fațade decorate și modelate din ciment care imită piatra sau lemnul, o operă de artizanat realizată de zidari italieni la începutul secolului al XX-lea. Se află la colțul dintre bulevardele Maréchal-Juin și Kennedy.
- Centrul istoric - Aici se găsesc case datând din secolele XV-XX, mărturii arheologice ale unui cimitir cu morminte sub țigle, marmură romană și ceramică din secolul al XI-lea.
- Oppidum

Clasat monument istoric, oppidumul de pe colina Notre-Dame-de-Pitié a fost înscris pe lista monumentelor istorice în 2004, subliniind astfel interesul arheologic al acestui sit locuit încă din secolul al IV-lea î.Hr. (-380), în perioada a doua epocă a fierului. Săpăturile efectuate de Lucien François Gantès, în prezent arheolog în cadrul Atelierului Patrimoniului din Marsilia, au scos la lumină ceramică massaliotă și etruscă, amfore, pietre de moară și alte artefacte arheologice, dintre care unele pot fi admirate la muzeul din Marignane. Totodată, s-a localizat un mic atelier meșteșugăresc.
Cercetările actuale conduse de Marcel Germain se concentrează pe studierea zidurilor de apărare, care dezvăluie o dimensiune mai vastă a sitului. Se pare că acesta se extinde mai mult spre vest, acoperind o suprafață de aproximativ două hectare. Pe situl vast, ocupat de populațiile indigene, posibil contemporan cu campul de la Laure, ar fi fost construit un sit mai restrâns, cel cercetat de L.-F. Gantès, care ar fi fost un bastion fondat de grecii din Marsilia pentru a proteja cetatea lor.
Datorită importanței sitului, evidențiate de cercetările lui Marcel Germain, Serviciul Regional de Arheologie (SRA) i-a solicitat să prezinte descoperirile în cadrul evenimentului „Marsilia-Provence, Capitală Europeană a Culturii 2013”. Această prezentare va fi completată de un spectacol viu, atât popular cât și cultural, intitulat Grannus, adunarea triburilor galice. Reconstituirea va permite descoperirea istoriei sitului și a civilizației galice. O primă reprezentație a avut loc pe 25 septembrie 2010.
- Beffroi

Turnul-clopotniță corespunde uneia dintre posibilele porți ale zidului de incintă, datând din jurul anului 1353. A fost înfrumusețat în 1516, cu ocazia trecerii lui Francisc I prin Marsilia pentru a rezolva afacerile locale. Acest beffroi ceremonial, fără grilaj defensiv, a fost utilizat drept casă comunală și echipat cu un ceas care indica ora pentru autoritatea civilă.
Pe fațada sa au fost atribuite, în mod eronat, simboluri ale companionatului, care se regăsesc de fapt în centrul istoric, pe o veche cayenne sau atelier de tăietor de piatră. Beffroi-ul este situat în piața C.-Desmoulins.
- Castelul din Marignane

Marignane și pământurile sale au trecut prin numeroase mâini, fie prin moștenire, fie prin vânzare, până când au fost anexate domeniului contelui de Provence în secolul al XV-lea, iar mai târziu au fost administrate de guvernatorii săi, provenind din Casa de Savoia.
Din 1603 până la Revoluție, pământurile din Marignane au aparținut familiei Covet, al cărei unul dintre ultimii reprezentanți a fost tatăl Émiliei de Covet-Marignane, soția lui Mirabeau, al cărui divorț a stârnit un scandal răsunător. Familia Covet a extins, amenajat și înfrumusețat castelul medieval al familiei Baux, apoi al Françoise de Foix (astăzi Primăria), în special fațada sa, în secolul al XVII-lea.
Tot în această perioadă au fost construite mai multe edificii religioase:
- Capela Notre-Dame-de-Pitié (1635),
- Capela Saint-Nicolas (sec. XII - 1695),
- Capela Sainte-Anne (1710), astăzi demolată,
- Mănăstirea Minimiților (1701).

„ În acest castel, la ordinul tânărului rege Carol al IX-lea (23 noiembrie 1561), Contele de Tende, senior al Marignane și guvernator al Provencei, l-a ținut pe Nostradamus în detenție. În timpul unei vizite la Salon-de-Provence, pe 16 decembrie 1561, contele l-a arestat pe Nostradamus și l-a adus cu el la castelul său din Marignane. Cei doi erau prieteni, iar detenția semăna mai degrabă cu o plasare în arest la domiciliu! La 18 decembrie 1561, Claude de Tende i-a scris regelui: „În ceea ce-l privește pe Nostradamus, l-am arestat și este cu mine, interzicându-i să mai facă almanahuri și predicții, lucru pe care mi l-a promis. Vă rog să îmi comunicați ce doriți să fac în continuare în această privință.” Nostradamus publicase într-adevăr predicțiile pentru anul 1562 fără imprimatur, fapt care l-a înfuriat pe papă, aflat atunci la Avignon, atât de tare încât a apelat la intervenția regelui. ”— Marcel Germain ,  Marignane inventaire du patrimoine, 2005.

#### Monumente religioase
Biserica Saint-Nicolas
Este inima vieții din Marignane. Fără dovezi fundamentate până în prezent, i s-a atribuit o origine legendară din „epoca încoronării lui Carol cel Mare” de către un erudit local de la începutul secolului al XIX-lea. Nava, cea mai veche parte vizibilă, a fost datată între 1091 și 1094 de către M. Germain, pe baza textelor din cartular. Este vorba despre o „reconstrucție” a cărei amplasare exactă pe fundațiile unei biserici anterioare, cunoscută tot din textele cartulare, rămâne necunoscută.
Principalele modificări au avut loc în:
- Secolul al XIII-lea: corul și capela din nord-est (restaurată în secolul al XVI-lea),
- Secolul al XVI-lea: patru capele,
- Secolul al XIX-lea: alte capele și înălțarea capelelor sudice din secolul al XVI-lea.

Din 1992, această biserică parohială este clasificată drept monument istoric datorită istoriei sale și interesului pentru evoluția sa arhitecturală. Turnul său pătrat are o înălțime de 22 de metri.
Retablul realizat de Maestrul din Marignane, policrom în stil renascentist, aurit înainte de epoca lui Ludovic XV, a fost oferit de Louise de Savoie în 1523 (donatoarea este reprezentată ca Maria în scena Bunei Vestiri), ca simbol al autorității sale spirituale asupra orașului, în momentul în care a preluat senioria de la conetabilul de Bourbon, așa cum este menționat în Tratatul de la Madrid din 1526. Se presupune că ar fi fost finanțat de Jacques de Beaune, baron de Semblançay.
Biserica Saint-Laurent Imbert din Marignane
Capela Notre-Dame-de-Pitié
Este construită pe un oppidum datând din secolele IV-III î.Hr.. La începutul secolului al XI-lea, un oratoriu a fost ridicat de Raymond I de Baux, supraviețuitor al masacrului de la Tripoli din 1105, în timpul Primei Cruciade.
Locul era cunoscut sub numele de Defens, dar și-a schimbat probabil denumirea în 1638, când regele Franței a consacrat țara Fecioarei Maria în fața unui tablou al Notre-Dame-de-Pitié.
Capela a fost restaurată în septembrie 2015.
Capela Saint-Nicolas
Capela Saint-Nicolas, cunoscută pentru o perioadă sub numele de Saint-Joseph, este menționată deja în 1217 în registrul taxelor sinodale. Ulterior, a fost extinsă, iar fațada sa, datată 1695, a fost clasificată ca monument istoric.
În 2003, capela a fost complet reabilitată și redenumită oficial capela Saint-Joseph, însă această denumire a căzut în desuetudine, numele său original, Saint-Nicolas, rămânând în uz. Capela este situată pe rue Guillaumet.
Mănăstirea actuală a Părinților Minimi
Mănăstirea Părinților Minimi, stabiliți la Marignane începând cu 1648, a fost inaugurată în 1701 de Joseph Covet și Marie de Crussol.
- În 1720, a fost rechiziționată pentru îngrijirea bolnavilor de ciumă.
- În timpul Revoluției, a devenit bun național, fiind ulterior transformată în pivniță, apoi în locuință.
- În 2002, mănăstirea a fost transformată în Maison des associations, un serviciu municipal destinat asociațiilor din oraș.

Cu o suprafață de 800 m², repartizați pe două niveluri, clădirea oferă un spațiu generos pentru cele 270 de asociații din oraș, incluzând săli de conferințe, spații pentru expoziții și alte evenimente. Este situată pe rue Lamartine.
Capela Pénitents blancs
Moscheea Es-Salam
Moscheea Es-Salam se află în cadrul reședinței private Florida Parc. Ca în toate moscheile, bărbații și femeile nu se roagă în aceeași încăpere. Astfel, aceasta oferă spații separate pentru bărbați și femei.

### Patrimoniu natural
Marignane este situată pe malul lagunei Berre, iar pe teritoriul său se află laguna Bolmon și mlaștinile Paluns. Aceste habitate naturale, clasificate drept zone umede protejate, aparțin Conservatorului litoralului.
Zona adăpostește numeroase specii de păsări acvatice, care pot fi observate dintr-un observator special amenajat.

## Înfrățiri
- Germania – Wolfsburg - 1963
- Spania – Figueres - 1968
- Ungaria – Göd - 1996
- România – Slănic - 2002
- Italia – Ravanusa - 2016